# Na Estrada (álbum de Gilson Campos)
Na estrada é o segundo álbum de estúdio do cantor de música gospel Gilson Campos lançado pela Line Records em 2007.
O álbum foi produzido pelo próprio Gilson em parceria com Ed Oliver.
Com esse álbum, Gilson venceu o Troféu Talento 2008, na categoria Melhor Interprete Masculino, junto com Davi Sacer.

## Faixas
1. Minha oferta
2. Eu vou dançar
3. Nunca desisti
4. O melhor de Deus
5. Tua unção (feat. Dany Grace)
6. Meu prazer - Em espírito em Verdade
7. O nosso amor
8. Chance
9. Enquanto eu viver

## Ficha Técnica
- Produtor Fonográfico: Line Records
- Produzido por Gilson Campos e Ed Oliver
- Gravado no Estúdio Sala 92
- Mixagem e Masterização: Marcos Silva
- Design Gráfico: Lincoln Baena
- Fotos: Décio Figueiredo

- Arranjos e Regência: Ed Oliver
- Arranjos nas Faixas: Minha Oferta, O nosso amor, Uma chance e Enquanto eu Viver: Leo Richter
- Piano, Teclados, Sintetizadores, Violões, Guitarras Base e Solo: Ed Oliver
- Produção, Arranjo, Piano, Teclados, Baixo e Violões na Faixa 5: Paulo Rogério
- Guitarras na Faixa 8: Leo Richter
- Guitarras na Faixa 5: Thiago Lima
- Teclados na Faixa 5: Júnior Camilo
- Violões na Faixa 1: Gilson Campos
- Baixo nas Faixas 1, 4, 7, 8 e 9: Leo Richter
- Baixo nas Faixas 2, 3 e 6: Ed Oliver
- Bateria nas Faixas 1, 2, 3, 4, 6, 7, 8, 9: Denis Mariani
- Bateria na Faixa 5: Tarcísio Buiochy
- Sax Alto na Faixa 3: Rodrigo Oliveira
- Sax Soprano na faixa 5: Douglas Bastianelli
- Arranjos Vocais: Dany Grace
- Back Vocal: Gisa Lima, Dany Grace, Gilson Campos, Michel Gutto, Emanuel Henrique, Tiago Roseiro, Leo Richter  e  Gustavo Mariano